# Une fenêtre
Une fenêtre est un tableau réalisé par Robert Delaunay en avril-décembre 1912. Cette huile sur toile orphique relevant de la série des Fenêtres représente la vue à travers une fenêtre d'où l'on devine le sommet de la tour Eiffel. Elle est conservée au musée national d'Art moderne, à Paris.

## Expositions
- Apollinaire, le regard du poète, musée de l'Orangerie, Paris, 2016 — n°149.
- Le Cubisme, Centre national d'art et de culture Georges-Pompidou, Paris, 2018-2019.